# Jernalder
Jernalderen i Danmark regnes i dag som tidsrummet mellem ca. år 500 f.Kr. til år 800 e.Kr. Perioden før jernalderen var bronzealderen, og perioden før bronzealderen var stenalderen. Stenalderen, bronzealderen og jernalderen udgør tilsammen oldtiden i Danmark. Jernalderen bliver efterfulgt af vikingetiden og den tidlige middelalder.

## Fra bronzealderen til ældre romersk jernalder
Man kender afrundede hegn omkring landsbyerne og imellem husene. Husene var bygget over en række uregelmæssige stolpepar, som strakte sig i næsten hele husets længde. Uden om disse stod en lerklinet væg med runde hjørner, og uden for væggen stod en ekstra række stolper, som bar tagskægget. På den måde var væggene ikke bærende og kunne opbygges i fag imellem to rækker af stolper.
Der blev stadig begravet folk i gravhøjene men de fleste grave var brandgrave, dvs. at begravelsen er sket ved nedsættelse af en urne efter ligbrænding.

## Jernalderens perioder
Jernalderen er den sidste af de tre perioder af oldtiden, som i sin tid blev defineret af den danske arkæolog Christian Jürgensen Thomsen ud fra det primære redskabsmateriale. Jernalderen er opdelt i tre dele (førromersk, romersk og germansk) på grundlag af daterbare importvarer. Disse perioder er yderligere underopdelt i en ældre og en yngre fase.
Førromersk jernalder (Keltisk jernalder 500 f.Kr. – 1 e.Kr.)
Fund fra denne periode kan tidsfæstes ud fra de keltiske motiver eller den keltisk inspirerede ornamentik på genstandene. Fra ældre til yngre førromersk jernalder sker der en ændring i keramikken, og man begynder at finde de første landsbyer i yngre førromersk jernalder.
Romersk jernalder 1 e.Kr. – 400 e.Kr.
Fund af romerske handelsvarer har lagt navn til denne periode. I yngre romersk jernalder 200 e.Kr. – 400 e.Kr. finder man de ældste runeindskrifter.
Germansk jernalder 400 e.Kr. – 793 e.Kr.
Et kulturskifte finder sted, og den slyngede dyreornametik erstatter de tidligere stilarter og motivverdener. Ældre germansk jernalder 400 – 550 e.Kr kaldes også for Folkevandringstiden.
Ved overgangen fra yngre romersk jernalder til vikingetid blev væggene bærende og helt lige og med retvinklede hjørner. Nogle gårde havde en firkantet, indhegnet gårdsplads, som kunne have en form for halvtag på indersiden. Husene var bygget i den treskibede stil: Regelmæssige parvise stolper bar et fem-seks meter bredt strå- eller spåntag. Man regner med, at der har været sovepladser mellem væggen og de indvendige stolper. Midt i beboelsesafdelingen kunne der være et hævet rektangulært – og ofte dekoreret – ildsted. Landbruget udvikles med drejekværn, tamkat og høns.
Midt det syvende århundrede afløstes lind som dominerende træ af bøg i hele landet og også i Sydnorge. I samme århundrede påbegyndtes bygningen af Dannevirke, og man gik over til at bruge det såkaldte "yngre" runealfabet.
Vikingetiden 793 e.Kr. – 1050 e. Kr.
Perioden er rent genstandsmæssigt en fortsættelse af yngre germansk jernalder, men den er blevet defineret som en selvstændig periode, som begynder ved den ældste skriftlige beretning om plyndrende vikinger i udlandet (det engelske kloster Lindisfarne), og som slutter ved kristendommens indførelse i Sverige.

## Forskelle på jernalderens perioder
Hvis man ser på den materielle kultur, kan jernalderen deles i to perioder, som skiller omtrent ved år 200, hvor muldfjælsploven blev indført. Det betød at markerne kunne give større udbytte, og dermed at befolkningstallet steg.
Man kender enlige gårde, men især hele landsbyer fra jernalderen. Fælles for de enligt beliggende huse og dem i landsbyer er, at de var orienteret i retningen øst-vest eller nordvest-sydøst med beboelse i vestenden og stald i østenden. Staldenden kunne indeholde båse til 3-10 stykker kvæg, geder, får og sjældnere en hest eller to. Midt i huset var loen med dør i begge sider. Møddingen lå ved norddøren. Alle landsbyer som ender på -ing, -um, -lev, -løse og -sted menes at være grundlagt i jernalderen eller tidligere.

## Våbenofre
Man kender våbenofre fra flere perioder. De er nedlagt i søer, som i dag er moser (bl.a Illerup Ådal). Man kender ikke årsagen til, at det skete, men der findes flere teorier.
- At de nedlagte våben stammer fra en totalt overvundet hær.
- At våbnene er erobret i krig og hjembragt som bytte med tanke på at ofre det.
- At våbnene er ofret i forbindelse med en begravelse.

## Grave
Ved jernalderens afslutning og ind i vikingetid kendes både jordfæstegrave og brandgrave.

## Jernalderens jern
De tidligste tegn på jernudvinding i Danmark stammer fra ca. 500-200 f.Kr. Råmaterialerne til den indenlandske jernudvinding var trækul og myremalm. Ovntypen der blev anvendt er ukendt. Fra ca. 200 f.Kr. til ca. 200 e.Kr. benyttedes ovntyper som Espevej-ovnen og Skovmark-ovnen, der består af et ca. 1 m højt lerrør (vi kender ikke den nøjagtige højde, da der ikke er gjort komplette ovnfund), og som har et separat slaggerum under selve ovnskakten. Når smeden, bonden eller smelte-mesteren havde udvundet en jernklode af malmen, skulle den porøse jernklump smedes sammen til en massiv barre, der egnede sig bedre til smedning af våben og redskaber. Den færdige jernbar kunne enten udsmedes med det samme, gemmes eller sælges på et marked. Hvis jernbarrerne var beregnet på salg, gav smeden dem ofte en bestemt form, der fortalte noget om jernets eller stålets kvalitet og anvendelsesmuligheder.

## Samfundsorden
I de få totalt udgravede landsbyer fra jernalderen har ærkæologerne fundet en gård, som var dobbelt så stor som de andre. Man formoder derfor, at der har været en høvding(efamilie) i hver landsby. De moselig, som stammer fra den ældre del af jernalderen, har været forholdsvis små. Derimod er de skeletter, som man har fundet fra den senere del af jernalderen, ret store. Man kan enten antage, at den sene jernalders mennesker levede sundt, dømt ud fra deres gennemsnitshøjde, eller det kan også have været særligt rige mennesker, som brugte den nye skik med at begrave folk ubrændt.

## Kvinder og mænd
Kvinder og mænd havde forskellige roller i samfundet. Det ses af gravfund, at de fik deres værktøj med til rejsen hinsides. At dømme fra gravgavernes værdi har der ikke været forskel på de to køns status. Enkelte gravfund viser, at kvinder arvede deres formødres ejendele og mænd deres forfædres. Kvinders og mænds klædedragter er meget forskellige. Kvindedragten består af en lang indersærk af hør med en lang ulden kjole over, der bliver holdt sammen af smukt ornamenterede, parvise dragtspænder på skulderen eller på brystet. Mænds klædedragt var en knælang ulden skjorte som samledes om livet af et bælte og hoser eller broge på benene. Mænd var altid bevæbnede.
De uldne tekstiler er ofte smukt kipervævede og har næsten altid brikvævede bånd i kanterne til dekoration og forstærkning. Tøjfremstilling var kvindearbejde: kvinderne fik deres håndtene med i graven.

## Danerne
Danerne nævnes første gang i det 5. århundrede, og de skal da have bestået af flere mindre stammer, fordelt på områderne Sjælland, Skåne, Halland, egnen omkring nutidens Göteborg og i Bohuslän.

## Berømte jernalderfund
- Guldhornene
- Gundestrupkarret
- Grauballemanden og Tollundmanden
- Dannevirke
- Sorte Muld
- Hjortspringsbåden
- Illerup Ådal
- Uppåkra
- Gudme

## Skriftlige kilder til dansk jernalder
- Anonym: Beowulf
- Anonym: Widsith
- Beda: Historia Ecclesiastica
- Eugippius: Viti sanctus Severini
- Gregor af Tours: Historiae Francorum
- Jordanes: De origine actibusque getarum
- Paulus Diaconus: Historia langobardorum
- Procopius: De bello gottorum
- Saxo: Gesta danorum
- Snorri Sturluson: Edda
- Snorri Sturluson: Heimskringla